# Chianti (pahorkatina)
Chianti, také Monti del Chianti (nebo Colline del Chianti) je pahorkatina ve střední Itálii, v Toskánsku, v provinciích Siena, Florencie a Arezzo. Kopcovitá krajina leží mezi městy Florencie a Siena.
Nejvyšší horou je Monte San Michele (892 m).
Oblast je světově známá pěstováním vinné révy a výrobou stejnojmenného vína Chianti.